# Оцинек
Оцинек (пол. Ocinek) — село в Польщі, у гміні Вільчиці Сандомирського повіту Свентокшиського воєводства.
Населення — 137 осіб (2011).
У 1975-1998 роках село належало до Тарнобжезького воєводства.

## Демографія
Демографічна структура на день 31 березня 2011 року:
|          | Загалом | Допрацездатний вік | Працездатний вік | Постпрацездатний вік |
| -------- | ------- | ------------------ | ---------------- | -------------------- |
| Чоловіки | 69      | 10                 | 46               | 13                   |
| Жінки    | 68      | 9                  | 44               | 15                   |
| Разом    | 137     | 19                 | 90               | 28                   |